# Metropolin
Metropolin (hebräisch מטרופולין) ist ein israelisches Bandprojekt, bei dem eine Vielzahl israelischer Interpreten aus dem Bereich Elektronische Musik und Rockmusik mitwirkt, darunter Efrat Gosh, Karni Postal, Dana Berger, Sharona Nastovich und viele mehr. Gegründet und geleitet wird die Band von dem Producer Ofer Meiri, der das Bandprojekt 2005 ins Leben rief.
Im Februar 2006 gewann Meiri den ACUM – Composer Prize für das Jahr 2005.

## Mitglieder
- Ofer Meiri
- Dana Berger
- Dana Adini
- Efrat Gosh
- Aviv Geffen
- Ivri Lider
- Arkadi Duchin
- Sharona Nastovich
- Roni Altar
- Barak Gabizon
- Emily Karpel
- Karni Postal
- Keren Malka
- Kfir Ben Lish
- Michael Frost
- Maya Meiri

## Diskografie

### Alben
- 2005: Metropolin (Helicon Records)
- 2007: Ha'Slil (Helicon Records)
- 2012: Hashlishi

### Singles (Auswahl)
- 2005: לא אומרת כלום
- 2005: בלי לומר מילה
- 2007: אין לי מקום